# Anton van Bourgondië (-1601)
Anton van Bourgondië, heer van Wakken, Cattem en Capelle († Spanje, 1601) was een Vlaams edelman. Hij was vice-admiraal van de zee, stadhouder van Zeeland en hoogbaljuw van Gent (1618). 

## Leven
Als zoon van Anton III van Bourgondië behoorde hij tot een bastaardtak van het Huis Valois-Bourgondië. Toen zijn vader op Walcheren sneuvelde door toedoen van de watergeuzen, volgde hij hem op als stadhouder en vice-admiraal van de zee. 
Hoewel koningsgezind, ontving hij in 1577 Willem van Oranje in het Hof van Wakken op de Poel in Gent. Tijdens de Gentse Republiek vestigde Jan van Hembyze zich eind 1583 zonder toelating in het Hof van Wakken en trouwde hij er met de jonge Anna van Heurne. Het volgende jaar kreeg Anton van Bourgondië het gebouw opnieuw in zijn bezit. In 1587 was het gezantschap van koningin Elisabeth I van Engeland er te gast.
Vanwege zijn ambt resideerde de vice-admiraal vanaf 1590 in Duinkerke. Hij liet er lichte vlooteenheden bouwen en ook een galei, wat niet van een leien dakje liep. In zijn afwezigheid werd op 1 januari 1591 zijn kasteel van Wakken overvallen door vrijbuiters uit Axel en Vlissingen. Landvoogd Alexander Farnese belastte hem in december 1591, samen met Ferdinand de Salinas, met de reorganisatie van de vloot in Antwerpen en Duinkerke. In juli 1594 moest hij Duinkerke wegens de muiterij van het Spaans garnizoen een jaar lang verlaten voor Sint-Winoksbergen. Hij stierf in Spanje in 1601.

## Familie
Met zijn vrouw Anna van Bonnières had hij de volgende kinderen:
- Anton van Bourgondië (jonggestorven)
- Karel van Bourgondië, graaf van Wakken († 28 september 1631)
- Frederik van Bourgondië, heer van Kattem († 26 mei 1615)
- Emanuel van Bourgondië, heer van Lembeke († na 1640)
- Jan Frans van Bourgondië († vóór 1628)
- Anton van Bourgondië (1594-1657)
- Maria Christina van Bourgondië (jonggestorven)
- Anna van Bourgondië (ca. 1588 – vóór 1628)
- Antoinette van Bourgondië
- Eleonore van Bourgondië († vóór 1628)
- Magdalena van Bourgondië († vóór 1628)
- Maria van Bourgondië

## Voetnoten
1. ↑  Oranje verbleef er van 29 december 1577 tot 15 januari 1578. Zie: H. Collumbien, "Het Hof van Wackene" in: Ghendtsche Tydinghen, 1972, nr. 11. DOI:10.21825/gt.v1i11.7706
2. ↑  A.V., Overval van vrijbuiters in Wakken. Nieuwjaardag 1591 in: Biekorf, 1967, p. 52-54
3. ↑  F. Pollentier, "De hervorming van de Admiraliteit op het einde van de XVIe eeuw met betrekking tot Duinkerken" in: Handelingen van het Genootschap voor Geschiedenis, 1959, nr. 3-4, p. 161. DOI:10.21825/hvgg.v96i3-4.4210